# Ajuga
- Commons
- Wikispecies

Ajuga L. é um gênero botânico da família Lamiaceae. É composto por 40 a 50 espécies. Os membros deste género são plantas herbáceas com flor, perenes ou anuais. A maior parte das espécies são nativas da Europa, Ásia, e África, mas também ocorrem 2 espécies no Sudeste da Austrália. Crescem até 5–50 cm de altura e possuem folhas opostas.

## Sinonímia
- Chamaepitys Hill

## Espécies
- Ajuga australis
- Ajuga decumbens
- Ajuga bombycina
- Ajuga bracteosa
- Ajuga campylantha
- Ajuga campylanthoides
- Ajuga chamaepitys
- Ajuga chasmophila
- Ajuga chia
- Ajuga ciliata
- Ajuga decaryana
- Ajuga decumbens
- Ajuga dictyocarpa
- Ajuga flaccida
- Ajuga forrestii
- Ajuga genevensis
- Ajuga grandiflora
- Ajuga glabra
- Ajuga iva
- Ajuga japonica
- Ajuga laxmannii
- Ajuga linearifolia
- Ajuga lobata
- Ajuga lupulina
- Ajuga macrosperma
- Ajuga makinoi
- Ajuga mollis
- Ajuga multiflora
- Ajuga nipponensis
- Ajuga nubigena
- Ajuga novoguineensis
- Ajuga oblongata
- Ajuga oocephala
- Ajuga ophrydris
- Ajuga orientalis
- Ajuga ovalifolia
- Ajuga pantantha
- Ajuga piskoi
- Ajuga postii
- Ajuga pygmaea
- Ajuga pyramidalis
- Ajuga relicta
- Ajuga remota
- Ajuga reptans
- Ajuga robusta
- Ajuga salicifolia
- Ajuga sciaphila
- Ajuga shikotanensis
- Ajuga sinuata
- Ajuga taiwanensis
- Ajuga tenorii
- Ajuga turkestanica
- Ajuga vestita
- Ajuga xylorrhiza
- Ajuga yesoensis

A Flora iberica regista 5 espécies para a região da Península Ibérica e lhas Baleares:
- Ajuga chamaepitys
- Ajuga genevensis
- Ajuga iva
- Ajuga pyramidalis
- Ajuga reptans

## Classificação do gênero
| Sistema | Classificação                        | Referência               |
| ------- | ------------------------------------ | ------------------------ |
| Linné   | Classe Didynamia, ordem Gymnospermia | Species plantarum (1753) |